# 공손유
공손 유(公孫遺, ? ~ ?)는 전한 중기의 관료이다.

## 행적
정화 원년(기원전 92), 광록대부(光祿大夫)에서 수소부(守少府)로 승진하였다.

## 출전
- 반고, 《한서》 권19하 백관공경표(百官公卿表) 下

| 전임 충국 | 전한의 수소부 기원전 92년 ~ ? | 후임 서인 |